# 森田草平

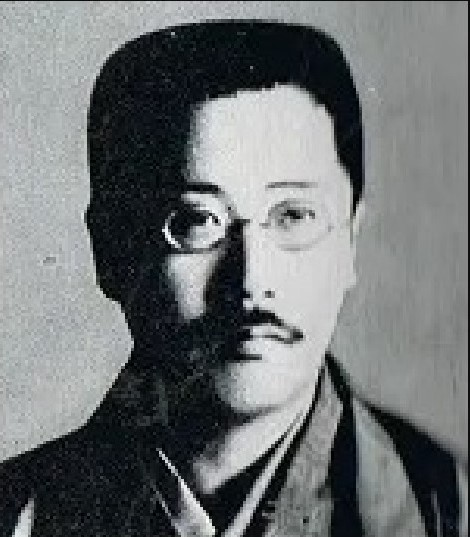
1946年以前

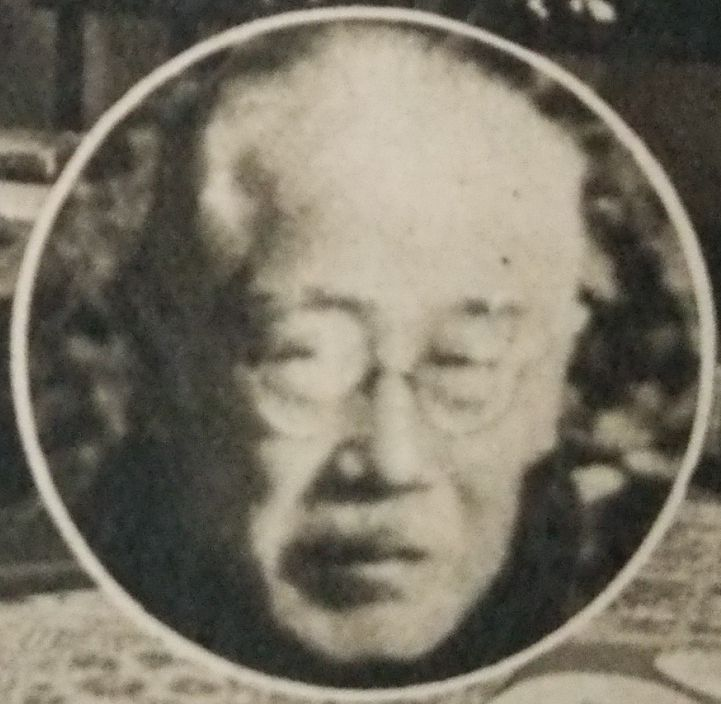
晩年の森田（『アサヒグラフ』 1949年3月9日号より）

森田 草平（もりた そうへい、1881年〈明治14年〉3月19日 - 1949年〈昭和24年〉12月14日）は、作家・翻訳家。本名：万戸 満平。夏目漱石の門下生の一人であるが、特に私生活での不祥事が多かったことから、門下生の中では異色の存在として扱われることが多い。

## 経歴
岐阜県方県郡鷺山村（現・岐阜市）生まれ。1895年に高等小学校卒業後、日清戦争の影響を受け海軍軍人となるべく単身上京し、海軍予備校だった攻玉社に入学。しかし校風が合わず退学し、日本中学校（現日本学園中学校・高等学校）に入学。同校を1899年に卒業。さらに金沢の第四高等学校に入学するが、恋人の森田つね（のちの妻）との同棲が見つかり、つねの親が学校に訴えたため退学処分を受ける。半年ほど名古屋に居たがその後再度上京、第一高等学校を受験し入学。学友や与謝野鉄幹・晶子夫妻らと親交を結ぶ。1903年に一高を卒業後、同年9月に東京帝国大学英文科に入学。その後、妻のつねと入居した借家が樋口一葉の旧宅と判明し、与謝野夫妻らと一葉をしのぶ会合を開いている。同じ頃、長男誕生。
翌年から1905年にかけて、借家の家主の娘と不倫関係になる。同じく1905年の秋、千駄木に住んでいた夏目漱石の家を訪れ、以降、漱石の門下となる（木曜会）。
1906年（明治39年）7月に大学卒業。卒業後、岐阜に帰郷するが夏目漱石の『草枕』に感銘を受け妻子を郷里に置いて上京、元の家に入居し、漱石の元へ足繁く通った。ただし職はなく翻訳などで食い繋ぐが、1907年4月に漱石の紹介で天台宗中学（駒込中学校・高等学校）の英語教師となった。5月には郷里で長女が生まれた。こののち妻は子供を連れて再上京。草平はしかし同校の英語講師職は半年で辞め、同年6月に開校された与謝野鉄幹が主宰する、女子学生が文学を学ぶための「閨秀文学講座」で講師を務める。
この講座に聴講生として通っていた平塚明子（平塚らいてう）の初の小説を草平が褒めたことをきっかけに明子と草平は接近し、1908年（明治41年）2月1日に初めてのデート、さらにガブリエーレ・ダンヌンツィオの小説「死の勝利」に感化された二人は翌月の3月23日に栃木県塩原で心中未遂事件を起こす（塩原事件）。官僚の令嬢であった明子が21日に遺書を残して失踪、捜索願が出ていた中、前日夜に塩原の宿を出て山へ向かった二人であったが、雪深い山中を歩く行為と自殺の意義にすっかり疲れた草平は短刀を谷に投げ捨て、心中は未遂に終わり、捜索に入った警官や宿の人間により、翌朝早々に尾頭峠付近の山中で二人は救助された。事件後の草平の身柄は朝日新聞社員だった漱石が引き取り2週間自宅に匿うことで、他のマスコミから隠した。この事件の風評により閨秀文学会は頓挫した。また、事件の後始末として漱石と馬場胡蝶は平塚家に対し、草平と明子の結婚を申し出たが、結婚などとは全く考えていなかった明子に呆れられた。
草平はこの心中未遂を漱石の奨めで小説化し、漱石の推薦で1909年11月小説『煤煙』として朝日新聞に連載され、事件自体がセンセーショナルだったこともあり世間の評判となった。これが彼の文壇デビューとなる。さらなる風評の拡大を恐れ、この小説の発表を差し止めるために明子の母が漱石宅を訪ねているが、「ごもっともではあるが、あの男（草平）はいまは書くしか生きる道がない」と漱石は言い、つまりは発表を押し切っている。

また、この縁により草平は朝日新聞に嘱託社員として月給六十円で雇われ、文芸欄を担当することになり、同じく朝日新聞に勤めていた石川啄木と親交を結ぶ。草平を通して啄木も漱石との縁ができ、その後啄木は漱石や漱石夫人に度々借金を申し込むようになる。
1910年8月、漱石が胃潰瘍の療養に滞在していた伊豆の修善寺で大食のため吐血し生命の危機に陥った（修善寺の大患）同じ頃、東京は大雨により大水害に見舞われ（明治43年の大水害）、草平一家の住む借家の裏の崖が崩れて家が倒壊し、漱石の妻に世話になっている。1916年12月、師である漱石が死去。1919年、次男が誕生。
1920年（大正9年）に漱石門下の野上豊一郎の紹介で法政大学教授となる。しかし1933年（昭和8年）に法政大学の学内紛争（いわゆる法政騒動）から野上と対立し、関口存男（後に公職追放）らの右派の革新教授や卒業生と共謀、野上はじめ教授多数（中には漱石門下以来の友人の内田百閒もいた）を大学から追放したものの、結果1935年（昭和10年）に自身も大学を去ることになる。
その後は『吉良家の人々』『細川ガラシヤ夫人』などの歴史小説を著す一方でイプセン・ドストエフスキー・セルバンテス・ダヌンツィオ・ボッカチオなどの翻訳を手がけた。
日本の歴史を題材にした作品を執筆するため、1930年代末から帝大史料編纂所にて史料収集を行っていたが、1945年6月、編纂所が戦火を逃れて長野県の伊那郡に疎開することになり、草平も近隣の山本村（現・長野県飯田市）惣教寺に疎開。のち阿智村の長岳寺の離れに転居した。
最晩年の1948年5月4日に突然日本共産党に入党し、世間に話題をまいた。ただし活動は全く行っておらず、共産党の宣伝になっただけであった。
1949年12月、胆管炎から移行した肝硬変のため、疎開先の長野県下伊那郡阿智村の長岳寺の離れで死去。戒名は浄光院寂然草平居士。長岳寺には草平の碑が建てられている。内田百閒は森田の死後、彼を追悼して小説『實説艸平記』を発表した。二人の交流が見事に描かれている。墓所は雑司ヶ谷霊園。

師であり恩人である漱石の死に際しては、「自分は永遠に漱石の弟子であり、自分自身は一生、師と呼ばれるような人間になれる気がしない」と述べている。

## 家族
父の森田亀松（天保6年-明治24年）は鷺山村の小地主で、森田が11歳のときに50歳で死去した。母のとくは隣村・福光村の出身で少女期には尾張徳川家に勤士し、夫亡き後は田畑を売って森田の進学を支えた。
最初の妻は同郷で同歳の森田つね（遠縁の親族。森田源八長女、戸籍名里う）で、つねは郷里を出奔し金沢の草平の下に向かい、第四高等学校在学中に同棲を始め、大学在学中に長男・亮一（1903-）、長女・夏子（1906-1907）をもうけた。夫婦が東京の丸山福山町（現・文京区西片1丁目17－8）に借りた家がたまたま、樋口一葉が昔住んでいた家と知ると、一葉の本名・夏子を長女の名にした。
その後、家主の娘で4歳年上の岩田さくと懇ろとなり、のちに妻にするが、長く別居した。さくは藤間流舞踊の名手で藤間松柏の名で94歳まで生きた。
1910年代より安香ハナと同棲を始め、6児をもうけた（うち何人かは夭折）。

## 著書
- 『扉』（佐久良書房） 1910
- 『初恋』（春陽堂） 1912
- 『十字街』（春陽堂） 1912
- 『煤煙』（如山堂） 1910 - 1913
のち岩波文庫、角川文庫
- 『女の一生』（春陽堂） 1913
- 『父と母と娘』（日月社） 1914
- 『車の音』（塚原書店） 1914
- 『踊』（浜口書店） 1914
- 『虚栄の女』（春陽堂） 1916
- 『捨児』（白水社） 1917
- 『文章道と漱石先生』（春陽堂） 1919
- 『輪廻』（新潮社） 1926

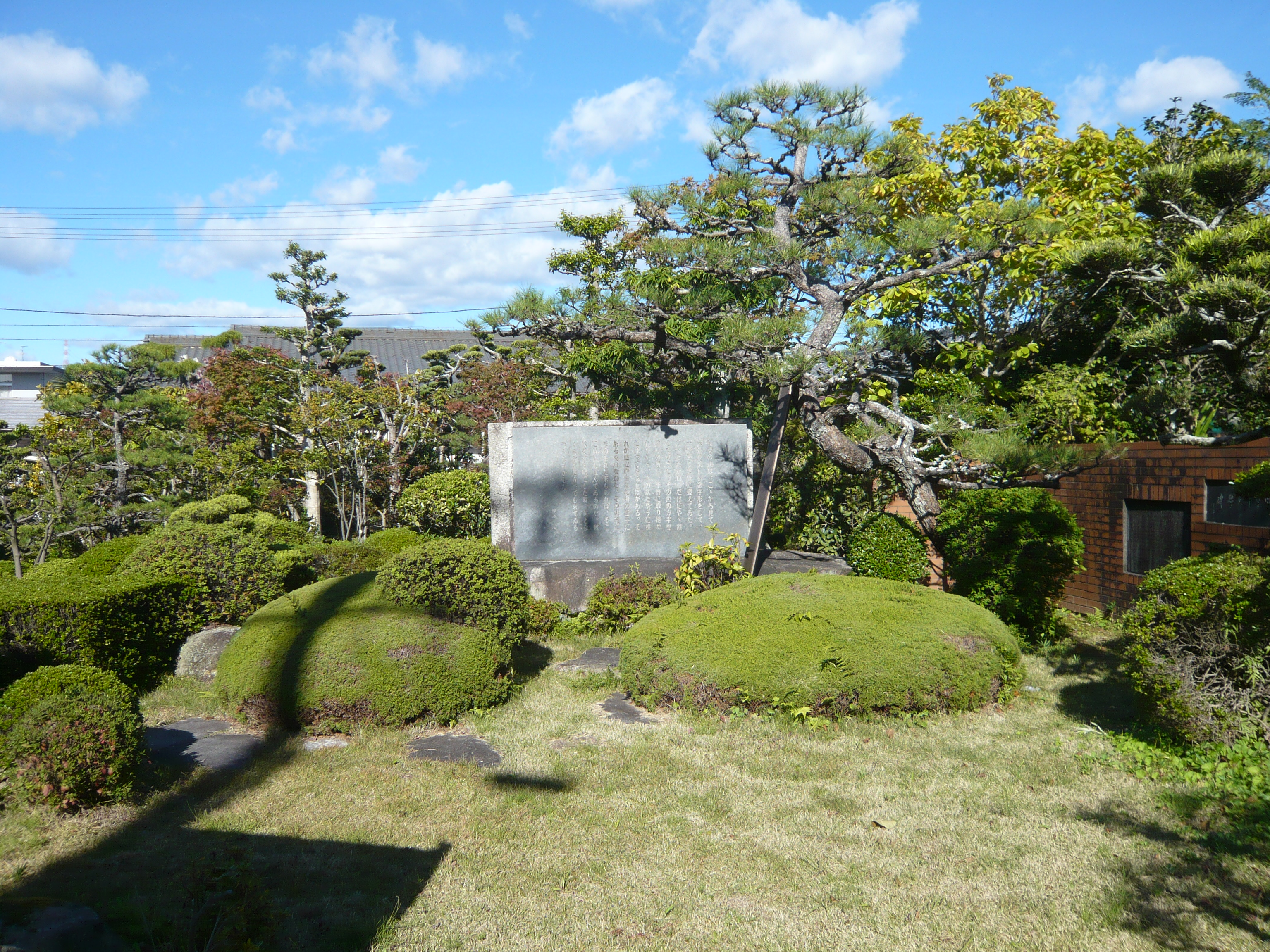
森田草平生誕地（岐阜市鷺山）

- 『吉良家の人々・四十八人目』（改造社） 1930
- 『のんびりした話』（大畑書店） 1933
- 『一日の放楽』（人文書院） 1937
- 『豊臣秀吉』全2巻 （改造社） 1941 - 1942
- 『夏目漱石』正・続 （甲鳥書林） 1942 - 1943
のち講談社学術文庫
- 『豊臣太閤 青少年のために書かれた史談』（成徳書院） 1944
- 『漱石の文学』（東亜出版社） 1946
のち現代教養文庫
- 『私の共産主義』（新星社） 1948
- 『漱石先生と私』（東西出版社） 1947 - 1948
- 『細川ガラシャ夫人』（山川書店） 1950
のち角川文庫
- 『森田草平選集』第1、4、5巻（理論社） 1956

### 翻訳
- 『鴨』（ヘンリツク・イブセン、新潮社） 1913
- 『しゃくんたら姫』（カーリダーサ、日月社） 1914
- 『快楽児』（ダヌンチオ、博文館） 1914
- 『人及芸術家としてのトルストイ並にドストイエフスキー』（メレジユコーフスキー、安倍能成共訳、玄黄社） 1914
- 『カラマゾフ兄弟』（フヨドール・ドストイェフスキイ、日月社） 1915
- 『悪霊』（ドストイェフスキイ、国民文庫刊行会） 1915
- 『死せる魂』（ニコライ・ゴオゴリ、国民文庫刊行会） 1917
- 『犠牲』（ダヌンチヨ、国民文庫刊行会） 1917
- 『フアウスト』（ゲーテ、東新共訳、文武堂書店） 1918
- 『大戦と女』（ドロシイ・カンフイールド、弘道館） 1919
- 『ウイルヘルム・マイステルの修業時代』（ゲーテ、国民文庫刊行会） 1925 - 1926
- 『クリスマス・カロル』（デイツケンス、尚文堂） 1926
のち岩波文庫
- 『千一夜物語』第1 - 4巻（エドワード・ヰリヤム・レーン編、 国民文庫刊行会） 1925 - 1928
- 『アンナ・カレニナ』（トルストイ、生方書店） 1926
- 『椿姫 / タイス』アレクサンドル・デュウマ・フィス / アナトオル・フランス、関口存男共訳、国民文庫刊行会） 1927
- 『ドン・キホーテ』（セルヴァンテス、国民文庫刊行会） 1927 - 1928
- 『デカメロン』（ボッカチオ、新潮社、世界文学全集） 1927 - 1930
のち新潮文庫
- 『十字軍の騎士』（シエンキエヴイツチ、改造社、世界大衆文学全集 1930
- 『クローム・イエロー』（ハックスレイ、新潮社、世界文学全集） 1931
- 『ユリシーズ』第1 - 5（ヂエイムズ・ヂョイス、名原広三郎・龍口直太郎・小野健人・安藤一郎・村山英太郎共訳、岩波文庫） 1932 - 1935